# Суханов, Николай Петрович
Николай Петрович Суханов (1886, Казанская губерния — 28 декабря 1938, Казань) — эсер, унтер-офицер, делегат Всероссийского учредительного собрания.

## Биография
Николай Суханов родился в 1886 году в селе Мысово Лаишевского уезда (Казанская губерния) в семье крестьянина Петра Суханова. Оказавшись на морской службе, Николай дослужился до унтер-офицерского звания. Служил он в Балтийском флоте, на минном заградителе «Енисей», введенном в эксплуатацию незадолго до начала Первой мировой войны (в 1909 году) и потопленном 22 мая 1915 года германской подводной лодкой U-26.
В 1913 году Суханов оказался подназорным «охранки» как член Партии социалистов-революционеров. В 1917 году он примкнул к левым эсерам (ПЛСР). Был объявлен властями дезертиром.
После выборов 1917 года Николай Суханов стал делегатом Учредительного собрания по Казанскому округу (список № 11 — эсеры и Совет крестьянских депутатов). Николай Петрович являлся участником знаменитого (первого и последнего) заседания Собрания 5 января 1918 года, закончившегося его разгоном большевиками.
После этого Суханов был избран членом исполнительного комитета (исполкома) Казанского губернского Совета крестьянских депутатов. В 1918 году он вошел в группу «Народ», стоявшую на позиции сближения с РСДРП(б). В 1919—1923 годах Суханов становится членом РКП(б).
В советское время Николай Суханов работал в колхозе в поселке Александровский. Он был арестован в июне 1937 года и приговорён «тройкой» в декабре 1938 года к расстрелу. Приговор был приведён в исполнение. Реабилитирован в 1957 году.